# Heckler & Koch HK45
Heckler & Koch HK45 — самозарядный пистолет под американский патрон 11,43×23 мм, разработанный германской компанией Heckler & Koch для конкурса Joint Combat Pistol по замене основного пистолета в американских вооруженных силах.

## Варианты
- HK45 Compact (HK45C)
- HK45 Tactical (HK45T)
- HK45 Compact Tactical (HK45CT)